# 波音海上系統

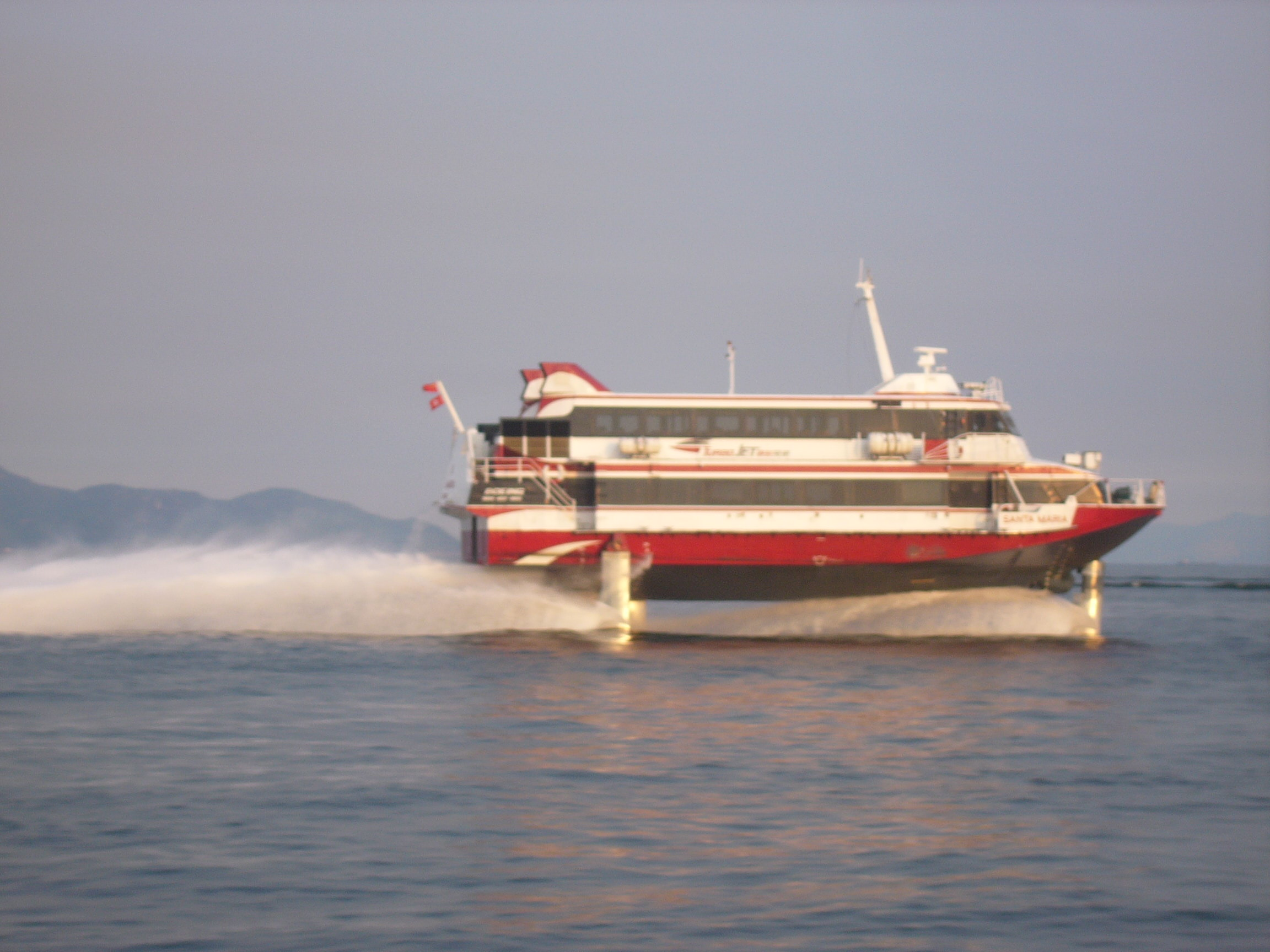
其產品波音929 (Jetfoil) 系列的100型，圖片為噴射飛航的「金星」號（舊塗裝）

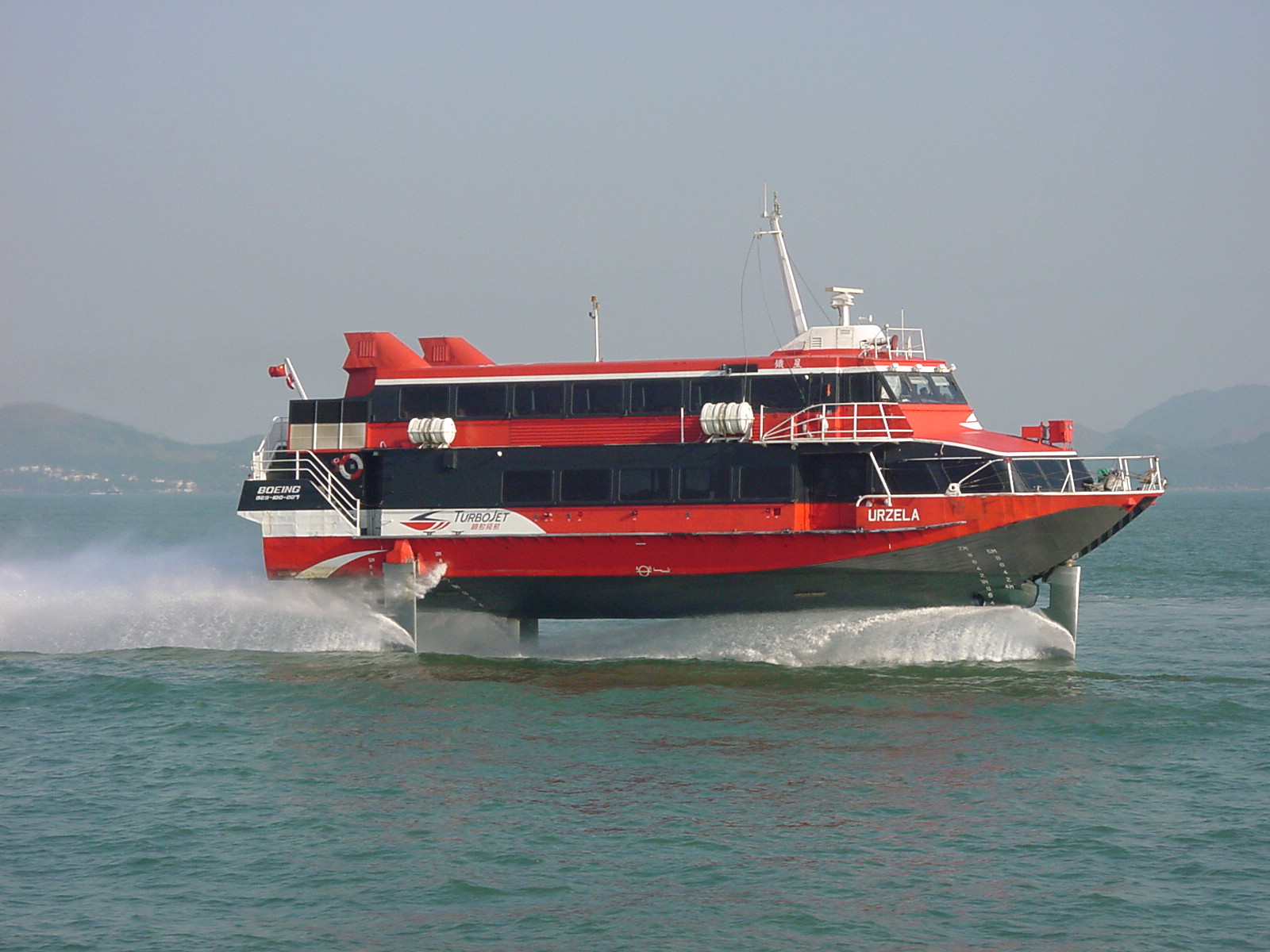
其產品波音929 (Jetfoil) 系列的100型，圖片為噴射飛航「鐵星」號

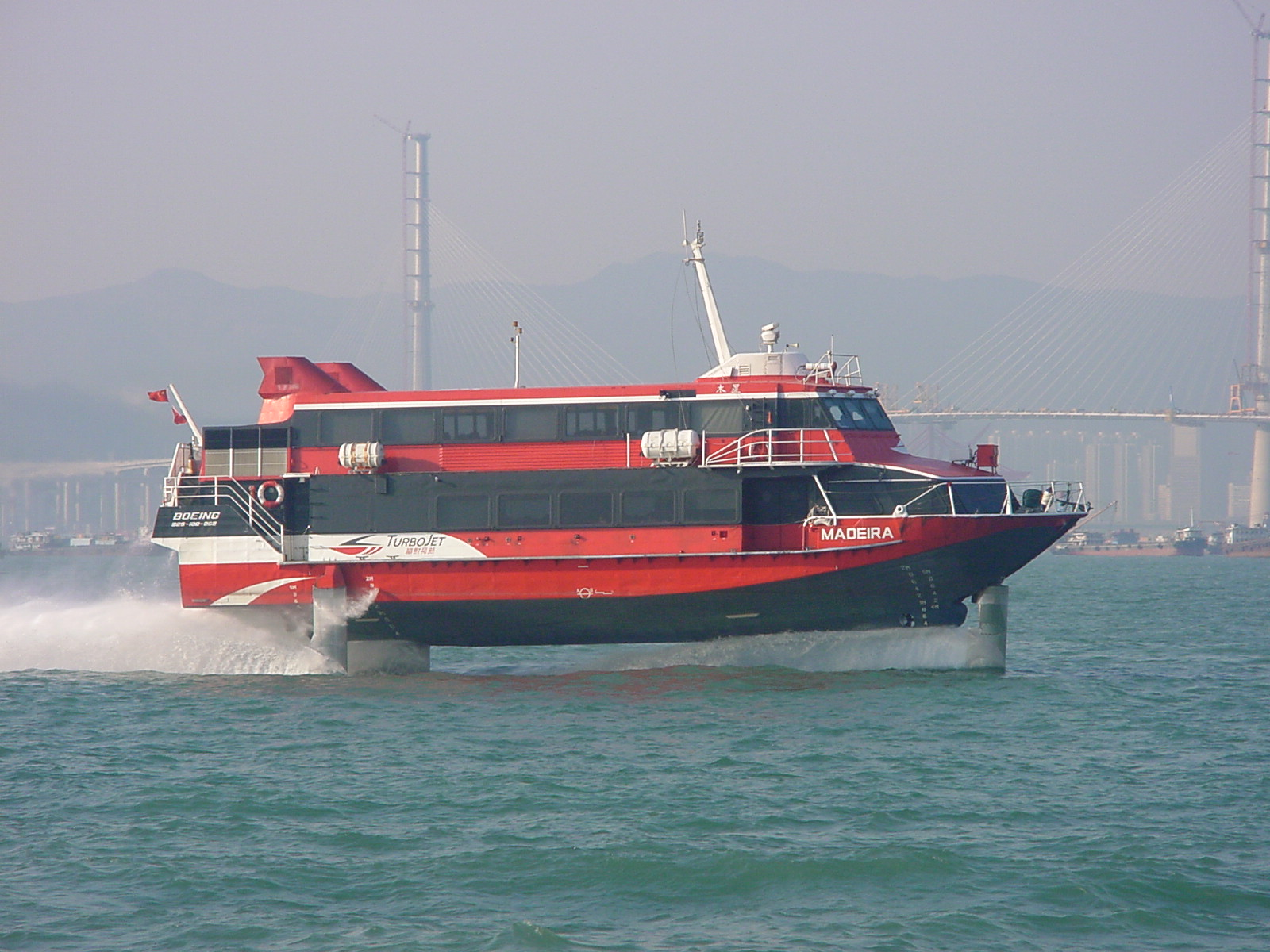
其產品波音929 (Jetfoil) 系列的100型，圖片為噴射飛航「木星」號

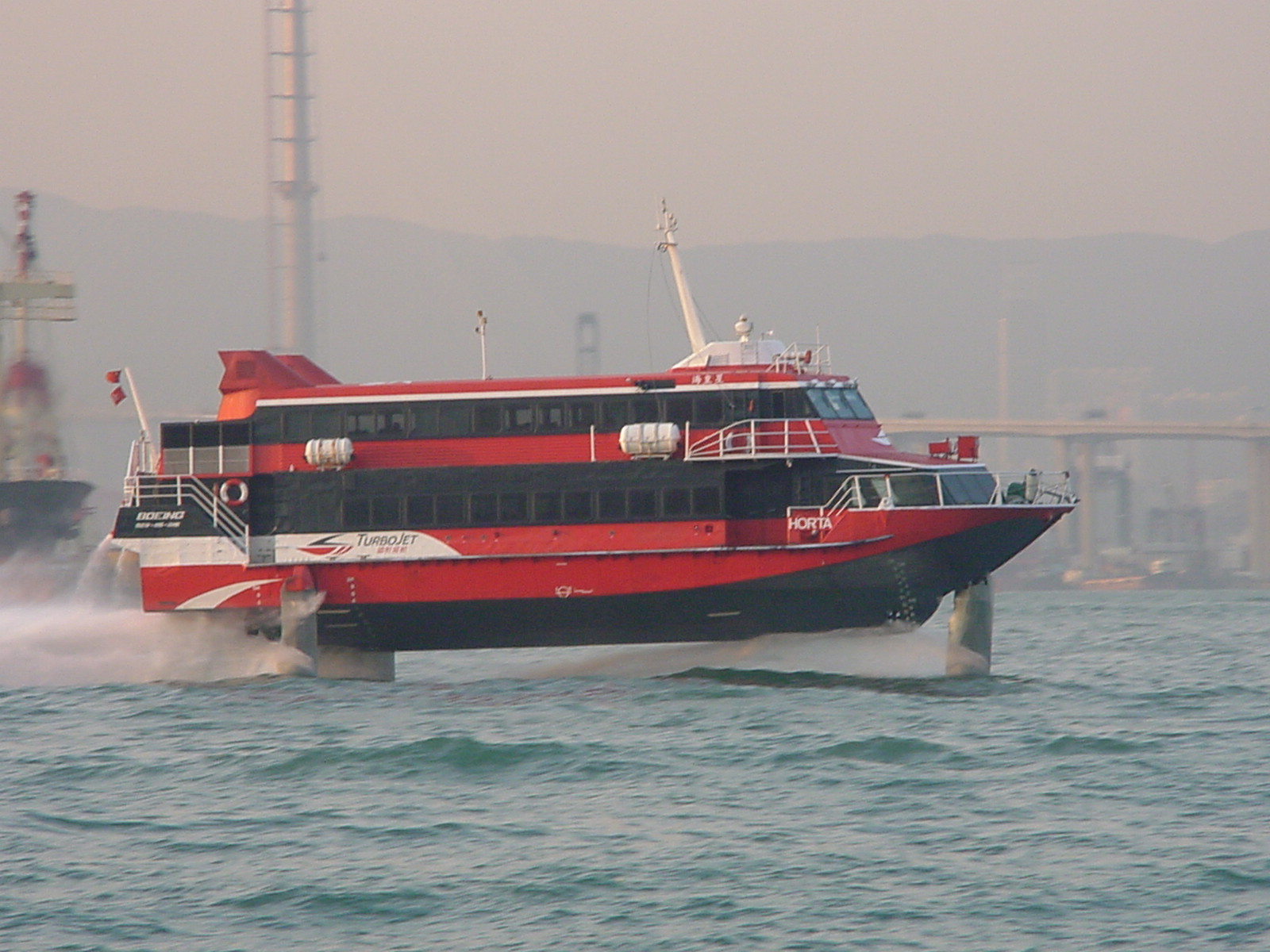
其產品波音929 (Jetfoil) 929系列的115型，圖片為噴射飛航「海皇星」號

波音海上系統（英語：Boeing Marine System），簡稱為BMS，是波音公司的一個部門，其所生產的海上交通工具包括高速船種Jetfoil、Hydroplane等。

## 有關歷史
波音海上系統的水翼船開發計劃由1950年代未起，當時波音只是一間專門製造航空器的公司。後來，波音公司成立了一個海上系統的部門，專門研究在有關水上的系統。當時波音十分重視水上系統的開發，更視為一塊未開發的新市場而投入相當的資源。為了加強對包括水翼船在內的先進高速船隻研究，BMS分別建造了噴射推進的飛艇Hydroplane（HST），用以測試水翼用的全呎吋模型 Fresh-1──一種有人駕駛、速度可達60至100節的實驗水翼船，奠定了BMS在開高速水翼船的先河。

## 產品
- 波音929 (Jetfoil)
- Hydroplane